# Осока стоповидная
Осо́ка стопови́дная, или Осо́ка мужска́я, или Осо́ка Кири́ллова, или Осо́ка суча́нская, или Осо́ка нежилкопло́дная (лат. Carex pediformis) — растение семейства Осоковые (Cyperaceae).

## Ботаническое описание
Серо-зелёное, желтоватое или светло-зелёное растение с укороченным деревянистым неползучим ветвистым корневищем, образующим густые и плотные дерновины.
Стебли прямые, крепкие, неясно-трёхгранные, (8)10—40(50) см высотой, кверху слабо шероховатые, почти гладкие, окружены при основании бурыми или тёмно-пурпурно-бурыми листовыми влагалищами со слабо выраженным сетчатым расщеплением или цельными.
Листья жёсткие, торчащие или отогнутые, плоские или возможно с краем сильно завёрнутым вниз (позже извилистые, полегающие), 1,5—2,5 мм шириной, тонко заострённые, короче стеблей, равны им или немного, редко в 1,5—2(3—4) раза длиннее, голые. Листья на репродуктивных побегах с влагалищами и пластинками (последние могут быть длинными у нижних стеблевых листьев и укороченными у верхних).
Верхний колосок тычиночный, расположен ниже уровня верхнего пестичного колоска или возвышается над ним, им отклонённый, большей частью узколанцетовидный или продолговато-булавовидный, 0,6—1,5(2,5) см длиной, 1,2—3(5) мм шириной, мало- или многоцветковый, со светло-ржавыми и ржавыми, по краю перепончатыми, яйцевидными, островатыми чешуями, нижняя чешуя колоска достигает половины и более его длины или значительно короче её; остальные 1—2(5) пестичные, расположенные в верхней половине стебля, малоцветковые, 1—2,5 см длиной, рыхлые, довольно узкие, на шероховатых ножках до 2—2,5 см длиной. Чешуи пестичных колосков яйцевидные или продолговато-яйцевидные, кверху суженные, большей частью светло-коричневые, короче мешочков, могут быть равные или немного длиннее их. Мешочки в поперечном сечении округло-трёхгранные,с выпуклыми гранями, обратнояйцевидно-конические, 3—3,5(4) мм длиной, желтовато- или кверху ржавчато-зелёные, с клиновидно оттянутым основанием 0,5—0,6 мм длиной, спереди с неясными жилками или без них, по бокам обычно с 3—5 ребристыми жилками, лучше выраженными в нижней половине, не густо вдоль жилок удлинённо волосистые или равномерно коротко опушённые, с коротким, обычно косым, цельным или слабо выемчатым носиком; носик 0,2—0,5 мм длиной. Рылец 3. Кроющий лист нижнего пестичного колоска состоит из влагалища и узколинейной или щетиновидной пластинки (0,2)0,7—1,5(3) см длиной или только из одного влагалища, наверху косо усечённого, ржаво-бурого, белоперепончато окаймлённого.
Плод на корпофоре до 3 мм длиной. Плодоносит в мае—июне.
Число хромосом 2n=70.
Вид описан с полуострова Камчатка, побережья Байкала и с Алтая.
Довольно полиморфное растение, варьирующее в основном по габитусу, степени плотности дерновины, соотношению длины стебля и листьев, по длине ножки тычиночного и пестичных колосков, пластинке нижнего кроющего листа, по количестве пестичных цветков в колосках и степени рыхлости последних, по форме верхушки чешуй пестичных колосокв (от тупой до островатой и заострённой), степени интенсивности окраски чешуй, по количеству жилок на мешочках (иногда жилок нет). Тычиночный колосок у этого вида обычно маленький, узкий (0,6—1 см длиной и 2—3 мм шириной), малоцветковый. Расположен он часто на одном уровне с верхним пестичным колоском или немного ниже его, но иногда (в случае, если верхний пестичный колосок не развит) тычиночный колосок превышает следующий за ним пестичный колосок.

## Распространение
Арктическая часть России: низовья Лены (долины рек Атыркана и Нелегера), Чаунская низменность, бассейн Анадыря (река Медвежка); Европейская часть России: северо-восток Коми, Среднерусская возвышенность, восточные районы, Средний и Южный Урал; Кавказ: Дагестан; Западная Сибирь: Алтай, юг; Восточная Сибирь: бассейн Енисея к югу от 62° северной широты, Центральные Саяны, Предбайкалье, Забайкалье, верхнее течение Вилюя, Центральная Якутия, Верхояно-Колымская горная страна, Даурия; Дальний Восток: бассейн Амура, Приморский край; Средняя Азия: Казахский мелкосопочник (в 65 км к югу от Каркаралинска), озеро Зайсан, Тянь-Шань и север Казахстана; Центральная Азия: Монголия; Восточная Азия: Северный, Северо-Восточный и Юго-Западный Китай, Корейский полуостров.
Растёт в горных степях, лесостепях, остепнённых лесах, на опушках, известняковых обнажениях, сухих каменистых склонах, скалах, каменистых россыпях, в остепнённых тундрах; на возвышенностях, в нижнем, среднем, реже в верхнем поясах гор, большей частью на карбонатных субстратах.
На Алтае встречается у Колывани (гора Синюха) до Телецкого озера и реки Башкаус, в бассейне реки Катуни у Аноса и Катанды и к югу до Чуйской степи, а также по склонам Чуйского и Курайского хребтов.

## Значение и применение
Хорошо выносит выпас. На пастбище весной отлично поедается крупным рогатым скотом, лошадьми и овцами. Летом этими же животными поедается хорошо. Считается ценным кормовым растением для марала, однако зимой становится для него второстепенным кормом.
| От абсолютного сухого вещества в % | От абсолютного сухого вещества в % | От абсолютного сухого вещества в % | От абсолютного сухого вещества в % | От абсолютного сухого вещества в % |
| золы                               | протеина                           | жира                               | клетчатки                          | БЭВ                                |
| ---------------------------------- | ---------------------------------- | ---------------------------------- | ---------------------------------- | ---------------------------------- |
| 4.95                               | 8.74                               | 2.62                               | 35.52                              | 48.17                              |

Использовалась как подкладка в зимнюю обувь, где она своей воздухоносной тканью согревала ноги. Фритьоф Нансен во время Норвежской полярной экспедиции 1894 года специально заезжал на побережье Сибири за этой травой.

## Систематика
Российскими ботаниками выделяются в отдельный вид Carex supermascula V.I.Krecz. растения, отличающиеся крупным, утолщённым, многоцветковым тычиночным колоском. Также рассматривается в качестве самостоятельного вида Carex aneurocarpa V.I.Krecz., отличающийся от Carex pediformis только отсутствием жилок на мешочках. Этот признак не является существенным, так как у Carex pediformis в разных частях его ареала встречаются растения, также не имеющие жилок на мешочках.
Вид Carex kirilovii Turcz. относится к синонимам Carex pediformis, так как он представляет собой высокогорную форму Carex pediformis и отличается только более интенсивно окрашенными кроющими чешуями и более короткими листьями, чем у особей, произрастающих в нижних поясах гор.
Carex sutchanensis Kom. отличается от типичных образцов Carex pediformis более узкими и более узко белоперепончато окаймлёнными чешуями пестичных колосков. Тычиночный колосок у неё варьирует в пределах 1—1,5 см в длину (от малоцветкового ланцетовидного до многоцветкового продолговатого), так же, как это наблюдается и у Carex pediformis. Оснований для выделения Carex sutchanensis Kom. в отдельный вид нет.